# 栗色盲切叶蚁
栗色盲切叶蚁（学名：Carebara castanea）是蚁科切叶蚁亚科盲切叶蚁属。由史密斯于1858年首次命名并发表。 主要分布于泰国、老挝和中国，模式产地为香港 。

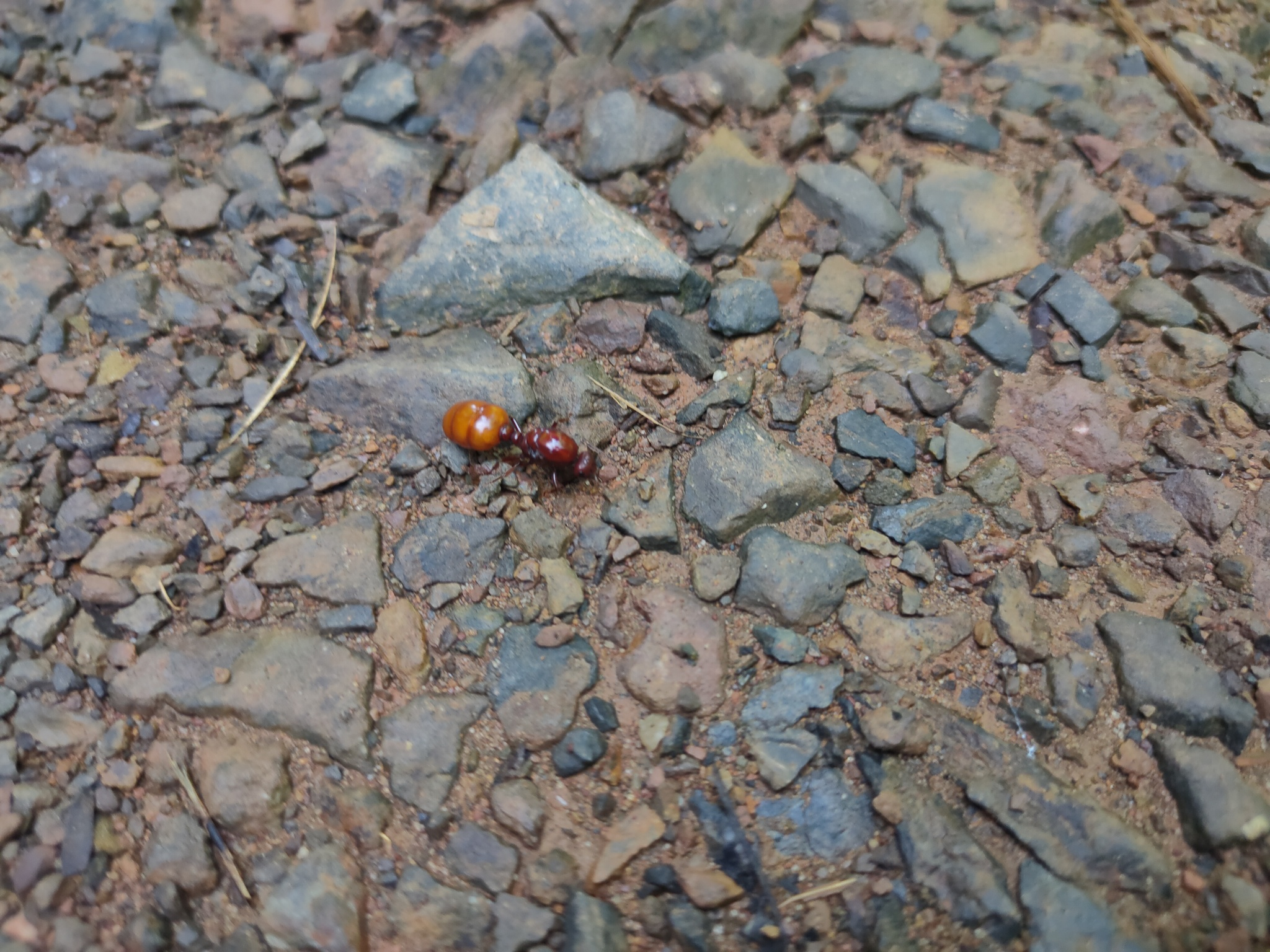
一只疑似刚经历婚飞后的蚁后。

## 食用价值
在泰国北部，人们经常食用这种蚂蚁。当地人称它们为 maeng man（แมงมัน）或 subterranean ant（地下的蚂蚁）。